# Paramonovius nightking
Paramonovius nightking — вид двокрилих комах родини бренівкових (Bombyliidae).

## Назва
Видовий епітет nightking посилається на Короля ночі, лідера білих блукачів з фентезійної саги «Гра престолів» і вказує на те, що вид активний взимку як і білі блукачі.

## Поширення
Ендемік Австралії. Мешкає на обмеженій території у Західній Австралії.

## Спосіб життя
Цей вид унікальний тим, що, імовірно, активний лише в зимовий сезон.